# Texanocotyle pogoniae
Texanocotyle pogoniae är en plattmaskart som beskrevs av Simpson och McGraw 1979. Texanocotyle pogoniae ingår i släktet Texanocotyle och familjen Aspidogastridae. Inga underarter finns listade i Catalogue of Life.